# Patricia de Luna
Patricia de Luna (Madrid) es una productora, guionista y directora de cine española, miembro de la Academia de Cine de España.

## Trayectoria
Nacida en Madrid creció en la ciudad de León donde comenzó a estudiar en la Escuela de Arte Dramático. Más tarde se trasladó a Londres, donde siguió formándose en talleres de teatro.A su regreso a Madrid continuó sus estudios audiovisuales sobre cine documental y dirección en la Escuela Internacional de Medios Audiovisuales (EIMA). Realizó varios seminarios con el director chileno Patricio Guzmán y con Juan Vicente Córdoba. También sobre dirección de actores con María Ripoll y la Fundación SGAE y cursos de guion en la Factoría de guion de Madrid,además del curso "Mujer y Cine" impartido por Laura Mulvey en la Universidad Complutense de Madrid.
Ha vivido en Londres, París y EEUU, pasado largas etapas en Latinoamérica donde da los primeros pasos dirigiendo documentales en Cuba con La Habana en un almendrón (2016) y en Brasil con “Copa Copan” (2017) 
Es cofundadora de la compañía y empresa teatral «Damas de la historia» especializada en la adaptación y puesta en escena de personajes femeninos de la historia y del siglo de oro español y junto a Iratxe Quintana desarrolla el proyecto La Barraca de Cine, cine móvil itinerante que acerca el cine a las zonas rurales y pueblos españoles donde ha desaparecido la oferta cultural.
Fue delegada del corto de CIMA (Asociación de mujeres cineastas y de medios audiovisuales) y programadora de los ciclos de cine CIMA EN CORTO.
En la actualidad es profesora de creación y desarrollo de proyectos escénicos y audiovisuales en la Escuela Universitaria TAIy ha fundado su propia productora de cine y teatro: Bocanegra Producciones, desde donde desarrolla sus proyectos audiovisuales.

### Obra
En 2016 presentó La Habana en un almendrón, un documental que descubre la vida de la población de la capital cubana a partir del recorrido con un almendrón, un Chevrolet de 1948 utilizado por la población para moverse por la ciudad.Rodó su siguiente trabajo en Brasil. Fue el documental “Copa Copan” (2017), sobre el edificio residencial más grande de Latinomérica ubicado en Sao Paulo, donde viven 5.000 personas, durante los Mundiales de fútbol de 2014. De Luna es codirectora y coguionista con Otavio Sendoya.
Con Raíles hacia la libertad Patricia de Luna presenta su primer cortometraje documental, un homenaje a las mujeres del Tren de la Libertad organizado en febrero de 2014. “Entro en un tren lleno de mujeres que gritan libertad, pero no se las escucha. Sus voces no están, no existen, han decidido por nosotras… Este corto está dedicado a todas las mujeres que si quieren hacerse escuchar” explica la directora.
En 2019, de Luna rueda su primer trabajo de ficción regresando a La Habana: Habana me matas (2019) con Hugo Alejo, Yordanka Ariosa y Vladimir Cruz.
En 2021 presenta "Es el progreso, estúpida" un cortometraje protagonizado por Amarnda Guadamillas, Emilio Linder y Flora López realizado en colaboración con la Coalición Nacional de Fibromialgia, Síndrome de Fatiga Crónica, Sensibilidad Química Múltiple y Electrohipersensibilidad sobre la sensibilidad química múltiple. Junto al corto se desarrolla una campaña de concienciación para dar a conocer la enfermedad y los problemas que se encuentran las personas que la tienen.
En 2024 el corto Las piedras de Luna, sobre la problemática de la conciliación de la vida familiar y laboral y la relación de una madre y su hija, que combina imagen con animación, se estrena en el Festival Internacional de Cine de Gijón. La protagonista es su propia hija junto a las actrices Carla Nieto y Ángela Tejedor.
“Cada día son muchos los padres y madres que renuncian a su carrera profesional o a aumentar la familia ante las dificultades que supone la conciliación entre la vida personal y laboral. Hace años viví en primera persona cómo mis ausencias laborales afectaban mucho a mi hija. Por eso comencé a escribir en un diario las propias contradicciones y sentimientos. Cuando se lo leí a mi hija me di cuenta de que yo lo vivía de manera dramática y ella como un cuento y este fue el punto de partida para crear esta historia” ha explicado Patricia de Luna.

## Filmografía

### Como directora y guionista
- Raíles hacia la libertad. (2014) Cortometraje documental.
- La Habana en un almendrón (2016) Largometraje documental
- Copa Copan (2017) Brasil - España, dirección y guion de Patricia de Luna y Otavio Sendoya. Largometraje documental[15]
- La brecha (2018) Dirección Josemari Martínez y Patricia de Luna. 4' Cortometraje [11]
- Habana me matas (2019) Cortometraje. Dirección y guion Patricia de Luna
- Es el progreso, estúpida  (2020). cortometraje Dirección y guion Patricia de Luna
- Las piedras de Luna (2024) Dirección y guion Patricia de Luna. Cortometraje

## Teatro
- “Duelo de autores”- Obra teatral para compañía Omis teatro.
- “Lope de vega y Jerónima de Burgos”-Obra teatral para Damas de la historia.
- “En busca de la caja mágica”-Obra infantil. Compañía Damas de la historia.
- “Adaptación pasajes del Quijote”-Teatro de calle. Compañía Damas de la historia.
- “Silenciadas”-Guion para micro teatro.

## Premios y reconocimientos
- Por "Es el progreso, estúpida"

Premiado en el Festival de Cortos de Miguelturra (Ciudad Real) con el premio especial que otorga la Asociación de Mujeres Cineastas y Medios Audiovisuales (CIMA).
Seleccionado en el Riurau Film Festival 2020, donde recibió la Mención Especial del Jurado por los valores sociales de la película, en el 29º Festival de Cine de Madrid 2020, y en el Festival de Cine Bardem.